# 南海奇皇
『南海奇皇』（ネオランガ）は、スタジオぴえろ制作の日本のテレビアニメ、および作品の中に登場するロボットとも生物とも判らない身長18メートルの巨人のこと。
WOWOWノンスクランブル（無料放送）枠で、ファーストシーズンはアニメコンプレックスで1998年4月6日から9月28日まで、セカンドシーズンはアニメコンプレックス2で1999年4月6日から9月27日まで放送された。ファーストシーズンが1話から24話、セカンドシーズンが25話から48話で一話15分弱の全48話。
DVD-BOXの発売に合わせ、2007年10月12日から11月2日までTOKYO MXにてセレクション放送された。30分番組とするため、2話ずつの放送となり、1話から8話まで放送され、エンディングは省略されている。

## 概要
当初は30分物として企画された。奇数話の予告はナレーターである上田が淡々と心理描写などを交えながら語る通常のもの、偶数話はメインの声優たちが順番にネタバレとギャグを交えながら軽快に語る簡単な（「ねおらー30」と呼ぶ）ものとがある。戦うヒロインをパロディしてシリアスな描写は表層的なもので実はやっているのはギャグという作品である。
セカンドシーズンからは「ねおらー30」の代わりに声優のゆーりが嘘八百で語る、「虚神ずかん」が偶数話の予告に入る。
ポスターや映像ソフトのパッケージといった公式イラストで散見される島原三姉妹の露出度の高い衣装・ボディペイント姿は、オープニング、エンディング映像に登場するのみで、本編では登場していない。
ファーストシーズンの後すぐにセカンドシーズンが放送されず、間にファーストシーズンの再放送を「大南海奇皇大会」として放送した。その12回目に三姉妹役の声優が出演する「止まらない時間」が放送された。これはプレゼント用のDVDにしか収められていない。

## ストーリー
舞台となるのは現代の東京武蔵野。貧しくもたくましく生きる島原三姉妹の元に10年以上行方不明だった兄、勝流からの手紙が届いた。手紙を持ってきた来た少年に導かれ、三姉妹は南の島バロウ王国へと旅立つ。そこで兄は島の姫と結婚したが2か月前に死に、姫も後を追うように死んだため、彼女らが新しい国王なのだと伝えられる。同時に島の人々が崇める神、ネオランガを託される。

## 登場人物
ナレーションは、上田祐司が担当。

### 島原三姉妹
島原 海潮（しまばら うしお）
声 - 宮村優子
本作の主人公。島原家の次女。15歳。武蔵野中学三年生。
真っ直ぐな性格で正義感が強く、卑怯なことや理不尽なことに反発する。ネオランガという「力」を得たことで悪徳や権力、支配に立ち向かっていく。
学校では女子サッカー部に所属している。明るく純粋、溌剌な少女。落ち込んだり迷ったりすることもあるが、一度決めたら真っ直ぐに突き進む直向さを持つ。
ネオランガを使役し動かすことができる。また、ランガに“入る”（同調する）ことで、それに剣のような武器を出して振るう能力をもたらす。ランガとの同調性は高く島原姉妹の中で最初に“入った”。第2期おいては実際にネオランガの内部に搭乗（同化）して動かしており、これも姉妹の中で最初にランガに同化した。それにより“スーラ”やラヴレの助力を得てランガを動かすが、一人で動かしたこともある。
ネオランガの出現で日本の社会の様々な暗部が蠢きはじめ、海潮はそれら事件の渦中に立ち数々の出来事を経験して成長していく。
島原 魅波（しまばら みなみ）
声 - 住友優子
島原家の長女。24歳。
赤字芸能プロ「株式会社スターホール」の社長の他に、朝は新聞配達、夜は水商売のアルバイトを兼業して家計を支えている。両親を早くに亡くし兄の勝流も行方不明となったため、妹である海潮や夕姫を養育して苦労を重ねており、日々の暮らしをなによりに考えている。ゆえにお金にこだわる現実的な性格。第2期では「スターホール」が法律により潰されてしまったため、「バロウ王国大使館ネオランガサービス課」と称してネオランガを使って労務に貸し出す事業を起こす。
ホステスを務めるほどにスタイルは良く、長谷岡に自らタレントになることを勧められたこともある。妹たちのために体を張り、それゆえに自ら汚れることも厭わないが、本当の悪とは対立する。
島原姉妹の中で最後にネオランガを使役し動かした。“入る”ことでランガの右手を刃物状の武器へと変化させることができる。しっかり者の長女だが、兄の勝流に対する想いは妹たちの中で一番強く、その感情はほぼ恋心に等しい。しかし最終決戦ではタオの怒りを避けるため妹（海潮）を殺そうとする勝流と決別し、ネオランガと同化して彼と戦った。
島原 夕姫（しまばら ゆうひ）
声 - 仙台エリ
島原家の三女。12歳。宝院学院小等部六年生。
通称「ゆうぴー」。勝気でわがままな性格をしており、大人の社会を快く思っていない。
黙っていれば端麗な少女。本人もそのことを自覚しているのか「キスしてあげる」、「デートしましょ！」などと男を誑す甘い言葉で、子供とは思えぬほど女を武器にする。
ネオランガを使役し動かすことができ、海潮の次にランガに“入った”。“入る”ことで光球や破壊光線などを射出する能力を操る。通学に利用するなど海潮よりランガの使用率は高く、なにか事があればすぐさま呼んでけしかける。
両親の記憶を持たないため家庭環境に対するコンプレックスが強く、その反動で冷めた感覚で世間を見ている。また他人に支配されないことが「自由」だと考えており、これは自分の正義を貫くことを「自由」と信じる海潮と対立することもある。しかし家族の繋がりや古いしきたりを守っていこうとする人々を目の当たりにして、様々な価値観の存在を知っていく。
最終決戦ではキュリオテス側に付いたと思われたが、それは他の2人の姉妹をも欺く作戦であり、バンガ・アカサの内部から、その操縦に支障をきたす影響を与えたことによりネオランガに勝機をもたらした。

### 三姉妹の関係者
ジョエル
声 - 宮田始典
勝流の遺児。バロウの王家の血を引く少年。9歳。
島原三姉妹をバロウ王国に迎えるために来日。バロウ島で三姉妹に王位を継承させるためネオランガを目覚めさせるが、姉妹はジョエルを認めなかった。しかし日本での自衛隊との一悶着を経て、ようやく海潮たちにランガと共に受け入れられる。以後は島原家で姉妹と一緒に暮らす。
純朴で真面目であり王子という社会的立場からか時に大人びており、父親・勝流を「先王」、「バパス」と呼ぶ。姉妹にとっては血縁的には甥であり、同じく「スーラ」の血を継いでいるためネオランガと強く感応する。終盤ではランガ（“スーラ”）の意志をその身に宿し伝達した。
夕姫を気に入っているのか、良く一緒にいる。夕姫もまんざらでなく可愛がっている様子だが、生真面目なジョエルは弄ばれることが多い。
藤原 和王（ふじわら かずお）
声 - 宮本充
夕姫が通う宝院学院の教師。35歳。島原勝流の親友で島原家とは縁が深い。夕姫のクラスの担任でもあり、なにかと島原三姉妹の力となっているが、その行動に謎の多い男。愛車にロータス・スーパーセブンを所有する。
格式高い宝院学院に夕姫が入学できたのは和王の推薦があったため。姉妹にとって家族同然の存在だが、彼の夕姫に対する目は保護者の枠を超えている。歳の差がありすぎるにもかかわらず本気で熱を上げており、自分たちの関係を『Daddy-Long-Legs』になぞらえて、小学生の夕姫に遂には告白してしまう。
現代の日本の若者の指針となるべく「神」を復活させ、国家を導こうと考えていた。本人曰く、日本の古い血筋であり、神を祭ってきた一族の出。その実体は虚神会のメンバーであり、虚神会を勝流に知らせたのは彼である。
「人間は善悪をどこかで絶対に定めなければならない。だが、人間の決めた線では全ての人間は納得しない。だから神が定めれば良い」と語る。虚神・イブキと同化して自ら「神」となろうとするも、突如現れた勝流に愚行と言い放たれ、絶望し哭き荒ぶ。かつての親友、彼こそが「神」を知った者であり、和王はなにも知らされず利用されていた。

### バロウ島
ラヴレ
声 - ゆーり
バロウ島の少女。唄や舞いでネオランガを鎮めたり、虚神を操ったりすることができる。トゥーリの世話役として共に日本・西武蔵野市にやってきた。王国の巫女でもある様子。
自然豊かなバロウの育ちながら、東京での都会の暮らしにも適応し便利さを好むが、心の内に自分でも分からない御すことの出来ない衝動を抱えていた。ジョエルのことが好きで、彼と夕姫が接近していることも情緒を揺さぶる原因の一つとなっていた様子。虚神会に攫われてそれらの感情を利用され、虚神・ミナカタを操りランガと対し戦う。その後夕姫によって救出され、互いの心を語ったことで、海潮たちのもとに戻った。
あどけない少女であるが、心の内の強い衝動など剛毅な部分を秘めている。“スーラ”を殺したナイエルに対し敵わぬことを考えもせず短剣一本で襲い掛かろうとし、米軍に破壊されたランガのもとへと走り「スーラ」の直系で無いのにもかかわらずランガと同化した。海潮以外はランガがなぜ“スーラ”がいなくとも動いたのか分からなかったが、最終決戦後、全身から血を流し傷だらけとなった彼女の姿が露わとなり皆がそのことを知った。
トゥーリ
声 - 松尾銀三（ンボ）、飯塚昭三（ラノ）、斉藤昌（ガル）
バロウの3人の長老。ネオランガの意思を語る口寄せで、ランガにまつわる様々なことを知っており皆に伝える。口癖は「バロウの真実」。バロウ島で島原姉妹と会った後日本へとやってくる。ンボは財務大臣、ラノは国務大臣、ガルは外務大臣の肩書きを持つ。
怪しげな風体ながらその実、剽軽な老人たち。しかし、ランガについての知識は深く、ラヴレがいなくとも3人だけのまじないによって暴走したネオランガを鎮めた。とはいえ彼らが知る伝承が正しくないこともあり、“スーラ”を封じるはずの結界はまるで役に立たないものだった。
日本のテレビ番組が大好きで、バロウでも衛星アンテナで受信して見ていた模様。ちなみに老婆ガルはラヴレの血縁者であり、ラヴレは彼女の曾孫か玄孫に当たる。

### その他
長谷岡 聖吾（はせおか しょうご）
声 - 大塚明夫
アナログのテープ録画タイプのハンディーカムビデオカメラを持って撮影、ネオランガと周囲の人間を記録している飲食店を営む変わった男。その過去には曰くを持っていた。
元々はテレビ業界の関係者だったが映画制作に携わるようになる。監督した映画はそれなりの評価を得たものの、長谷岡は新たに大衆向けの作品を目指した。しかしそれは芳しい成果とは言い難いものとなり、制作資金を勝手に使った仲間を怒って殺してしまい、刑務に服すことになるが、情状酌量の判決により3年とされた刑期を経て出所。現在に至る。
正義とは何かと真剣に悩み、実利や面白半分でしか動かない身勝手な社会を嫌う。海潮に共感する部分もあって、彼女にしばしば自身の経験に基づいた物の見方を語る。島原三姉妹を見守り助力する仲間であるが、姉妹の中では年齢が比較的近い魅波と特に関わりが深い。終盤、姉妹たちを見ているのが辛かったと魅波に語るも、彼女たちの戦いを最後まで見守った。
大森 茗（おおもり めい）
声 - 緒方恵美
ニイタカTV編成部所属の女性プロデューサー。23歳。芸能プロダクション社長の魅波とは旧知の仲で、ネオランガ関連の番組を独占的に取り仕切る。仕事に対してはシビアで皮肉屋でもあるが、同時に島原姉妹にも一定の理解を示す。島原家の近辺に住む長谷岡に三姉妹とランガの取材を依頼することも多い。
裏設定によると同性愛者であり（劇中でも男に興味が無い、との発言あり）同じく禁断の愛を抱える魅波にある種の共感を抱いている。
島原 勝流（しまばら まさる）
声 - 外山誠二
島原家の長男。早くに亡くなった島原家の両親に代わって3人の妹たちの面倒を見ていたが、10年前に行方不明となる。
バロウ王国で王女ユリエルと結婚し王となっていたことが判明するが、そのバロウ王国でも数か月前に船出して戻らぬままとなっていた。妹たちは彼に対しそれぞれ想うところがあり、特に魅波は密かに恋同然の感情を抱く。逝去したとされたため島原家では仏壇に彼の遺影が納められていた。
しかし、ネオランガと虚神・イブキの戦いの最中、突如姿を現す。妹たちの助力となることを装って彼女らを手元に置こうとするが、ランガに敵対する全ての者の黒幕こそが彼であった。
勝流は古より伝わる島原家の伝承から実在する神々の存在を知り、絶対神タオに接近し人間を超える力を持つ者、「キュリオテス」となっていた。元々生まれながら優れた資質を持っており、なぜ優れた能力を持つ自分が無力なままで無知で愚かな輩が指導者として栄えるのか、それを受け入れがたい不条理な運命だと思ったと話す。そのあまり大いなる力「タオ」を求めた結果、ネオランガと姉妹の前に立ちはだかる強大な敵となった。
かつて学生の頃、付き合っていた少女が大した理由も無く自殺したことが彼の大いなる力の追求の切っ掛けとなったのやもと和王は語ったが、本人はそのことを覚えていない様子である。
バンガ・アカサを操る。
ナイエル
声 - 松谷彼哉
虚神会の中心メンバーの一人である、バロウ王国人と思しき謎の女性。
藤原和王と共謀し、ネオランガ打倒と虚神政権樹立のため暗躍する。第1期では姿を見せることはほとんど無く行動の際には仮面で顔を隠していたが、終盤から次第に正体を現していく。第2期では夕姫の前に立ち仲間に引き込もうとするなど島原姉妹らと接触し言葉を交わす。島原家に虚神庁の関係者である女性が立て篭もった事件では機動隊と共に現れ、バンガの片鱗を見せランガに影響を与えた。そこにおいてジョエルと顔見知りであることが明かされ、やがてバロウ王国前王妃ユリエルの妹であることが知られる。
その正体は絶対神タオに忠誠を誓い異能の力を得た「キュリオテス」の一人。同じくキュリオテスである島原勝流とは愛人関係にあり、彼の指示に従い集結した虚神会のメンバー全員を毒殺する。また過去に勝流を巡って対立関係にあった姉も毒殺している。操るバンガの名はプルティウィ。
竹末 芳幸（たけすえ よしゆき）
声 - 松尾銀三
施設科に所属する自衛官であり、階級は一佐（一等陸佐）。ロボット開発に熱を上げる中年のおっさん。「ASE部隊」隊長として登場。高度な専門知識を持つ自衛隊の優秀な研究者であるが、上層部には問題視されている。
組織内で志望の部署につけなかったパイロット志望の女性自衛官を集め、さらに警官までスカウトして編制された戦脚部隊「ASE部隊」を率いるが、異端として扱かわれ施設科預かりとされていた。しかしネオランガの出現によってその活動の場がもたらされる。虚神庁発足後はネオランガとの交戦実績とASEの開発成果を買われ研究主任となった。社会的なスタンスには拘らず、状況によっては敵にも味方にもなる男だが、第2期の始めでは女装してバロウ暫定独立領に潜入するなど恍けた一面も見せる。
善悪によって行動せず虚神庁にも与し、鉄隼人に「マッドサイエンティスト」とも評される。海潮や他の登場人物は「正義」や「自由と義務」に葛藤するが彼にその様子はない。理想を信じず、ただ己の好尚による生き方を旨とする考えを持っており、ある意味粋人であるがそれゆえに趣味へと傾向している。
鉄 隼人（くろがね はやと）
声 - 森川智之
武蔵野駅前交番に勤務する巡査。正義感に溢れる熱血漢で、多分にヒーローマニア的な性癖の持ち主。似たもの同士の海潮とはよく衝突する。しかしもう一つの顔は、竹末にスカウトされたASE1号機パイロット。己の正義を信じ、ASE及びBIG ASEを操縦してネオランガと幾度となく交戦する。
その後、虚神会の陰謀を知り反発。竹末より離反。虚神会に捕まった海潮たちを救出して、共にバロウ王国へと逃亡。武蔵野にバロウ暫定独立領が成立した後はそこの警察官に納まり、以後は島原三姉妹に助力する。
バロウ暫定独立領の警察はASEを保有しており、鉄（と元「ASE部隊」の面々）は依然ASEのパイロットであり続けた。
天城 エリナ（あまぎ エリナ）
声 - みうらうらら
ASE1号機パイロット。暴走しがちなパートナーの鉄隼人にいつも手を焼いている。
虚神会に捕まった海潮たちを救出し、共にバロウ王国へと逃亡。その後は鉄と同じくバロウ暫定独立領の警察官となり、島原三姉妹に助力する。
原 翔子（はら しょうこ） / 一川 穂波（いちかわ ほなみ）
声 - 児玉もも代（第46話は、みうらうららが担当）（翔子） / 村井かずさ（穂波）
ASE2号機パイロット。翔子はポニーテール、穂波はショートカット。2人で組んで隠密活動を担当することもある。虚神会に捕まった海潮たちを救出し、共にバロウ王国へと逃亡。その後は鉄隼人、天城エリナと同じくバロウ暫定独立領の警察官となり、島原三姉妹に助力する。
本谷 佳織（ほんたに かおり）
声 - 長谷川智子
ASE1号機担当チーフメカニックで、整備班を受け持つ。出動時は竹末一佐の補佐を務めることもある。
ASE部隊が虚神会に吸収された後も隊に残留する。
伊地知 沙希（いじち さき）
声 - 児玉もも代
ASE2号機担当チーフメカニックで、整備班を受け持つ。中学生と見紛うほど小柄で童顔だが年齢は23歳。
虚神会台頭後もASE部隊に残留する。イブキ神となった藤原和王に好意を抱いている様子で、彼がネオランガに敗れ重傷を負った後も病院に付き添い看病をする。
サミュエル・J・トウジョウ
声 - 廣田行生
バロウ王国を取材に訪れたアメリカのケーブルTVの特派員だが、実は、CIAのエージェント。
露骨な反米政策をとる虚神会に対抗するため島原姉妹とネオランガに協力する。バロウ暫定独立領誕生後は、唖者のアフリカ人の妻と領内の喫茶店｢スパイハウス ラングレー｣（前・純喫茶銀座屋）を営業し、その傍らバロウ王国とアメリカ政府のパイプ役を務める。
島原姉妹、特に海潮に任務の枠を越えた思い入れを持っており、アメリカ政府がネオランガとバロウ暫定独立領を見限った後も一貫して姉妹に味方する。
“スーラ”
ネオランガの中から現れた人間と同じ姿をした存在。島原勝流に酷似した容姿をしていたため、島原姉妹の心情に影響を与えたが、数々の超常的な力をふるう彼は、明らかに“人ではないもの”であった。
彼は「スーラ」としてのランガの“本質”であるため、ネオランガの中にいたその人物も“スーラ”と呼ばれる。バロウの伝承ではランガに「邪悪なるもの」が封印されているとされ、それが覚醒したとき「大いなる災い」が降りかかるとされていた。
“スーラ”が目覚めた後、ネオランガは島原三姉妹の制御を受け付けなくなる。それ以前ランガが虚神を目の前にした時の暴走も“スーラ”が虚神に対し怒っていたためであった。虚神はかつての彼の同族「スーラ」の亡骸を利用したものであるため、その存在を彼は許せないのである。彼は本来人間に敵対する者ではないが、その巨大な力で怒りのまま行動し、そのため人間の生命が脅かされようとも省みない。
暴走するネオランガは虚神イブキに敗れ、そのダメージにより“スーラ”はランガを動かす力を失ったが、海潮によってネオランガは復活。初めてネオランガに同化して戦う海潮を“スーラ”はサポートして、彼女と共にイブキを倒して虚神庁の目論みを潰えさせた。
しかし“絶対神”「タオ」（後述）と敵対するランガ-ネオランガそのものである“スーラ”は、その尖兵であるキュリオテスとなった勝流の計略にかかり殺される。だが“スーラ”は死してもなおジョエルの内に宿り、自身を人間もろとも滅ぼそうとするタオ、そして自らにまつわる太古の真相を語り、島原姉妹に助力した。
さらに“スーラ”の言葉は夕姫にバンガ・アカサに対する反撃への機転をもたらす。ジョエルに宿りその戦いを見守る彼は、勝流と戦うネオランガ-海潮たちを勝利へと導いた。
時未（ときみ）
声 - 村井かずさ
魅波の会社に所属していたタレント。31話にてテレビ番組の水着大会に出演した際、ネオランガにブラジャーを剥ぎ取られ乳房が完全に露出してしまいバストトップが丸見えになってしまう。その後も虚神会によってヤマセに搭乗させられ人質とされてしまうなど大変な目にあっている。

## 用語
バロウ王国（バロウおうこく）
フランス、日本に占領されていた一時期を除き、一貫して独立を保ってきた古い王国。領土はインドネシアの近くにあるバロウ島本島と珊瑚礁のみで、軍隊は保有していない。日本軍に占領されていたことにより老人達の中には日本語を話せる者もいる。また、島民の間では今でも日本の童謡が歌い継がれている。
漁業とわずかな耕作のみで生計を保つこの国が独立を保ってきた理由は不明である。宗教はキリスト教とヒンズー教が支配的。
だがその実、誰もが森に眠る古い神（ランガ）を唱えていた。とナレーションは触れている。
ネオランガ
島原勝流が呼んだことに端を発する。「滅ぼされた神ランガではない。新たなる神。ネオランガ。」だと。
バロウ島の森で石像のような姿で眠りについていたが、バロウ王国王子ジョエルの呼びかけに応え、目覚める。
身長18m、尻尾を入れた全長は25mを超える巨大な人型の存在で、現代兵器に対して圧倒的な力を持つこれが何であるのか多くは謎につつまれている。内部構造は一様な鉱物で出来ており粘菌やサンゴと類似するとも言われ、動物・植物そのどちらでもあるのかもしれないと語られる。強大な戦闘能力に加え、光合成による自己修復能力を備えているこれとサンゴとの関わりは特に深い。ネオランガは戦闘で大きなダメージを受けた際海底に潜り、サンゴの力を借りて再生を行う。
自衛隊は日本に上陸したネオランガを「MM（ダブルエム）」の軍事コードネームで呼んだ。同隊は天王洲で数門の重機関銃と対戦車ロケット砲による一斉砲撃で攻撃したが、その直撃を受けても軽微損傷にとどまる外甲をネオランガは持っている。作戦により誘き寄せられた代々木公園では多数の戦車砲の一斉射撃にも耐えた。
戦車・装甲車を易々と破壊する戦闘能力を有しており、さらに島原姉妹と同調する（姉妹たちは「ランガに“入る”」と言う）ことで顔と頭部の外観が変化し、種々の特殊能力を発揮する。操る者によりそれぞれ能力が変わる様子があったが、ネオランガの本質“スーラ”が目覚めてからは姉妹が操らなくとも独自に行動し、能力を発揮した。またスーラ直系の子孫と呼ばれる人間であればこれに同化（搭乗）することができる。その存在である島原三姉妹はランガと同化し直接動かしている。
その活動には水が必要であり、やがて能力の真髄にタオすら恐れる「時間を操る力」を持っていることなどが明らかにされ、徐々に正体が解かれた。ネオランガはその力によって過去から物体を呼び寄せるなど超常的な現象をもたらすが、最後にはランガも神ではなく我々人類と同じ「命」であることが語られる。
ネオランガの形態変化・能力
ネオランガは能力を発揮する際、なにゆえにか顔や体の赤い紋様から光を発する。また変化した形態によっては物理的な攻撃力をともなう光線を発し武器とするなど、操る者や状況によって様々な形態変化を見せ、能力を発揮した。また第2部後半では状況による形態変化よりもストーリーの進行とともに基本の形が大きく変化しており、段階的な変化と言えるものとなっている。以下､ネオランガの各段階・形態の概要。特徴的な能力についても併せて触れる（各形態の名称はここでの便宜上のもの）。
- - 第一段階
  - 第1期を一貫して及び、第2期で“スーラ”が目覚める（第38話）までのあいだ。
    - 「基本形態」
    - ネオランガが最もよく見せた姿。左腕が大きな棍棒状で、先端に5つの穴があり触手のような指が飛び出す。この形態のランガの顔は戦闘に積極的に臨んでいない状態を示すもので、後の段階でも状態によってこの顔となった。
      - 「戦闘形態」
      - 海潮、夕姫、魅波がそれぞれ“入り”、胸から剣を取り出す、胸からの破壊光線を撃つ、右手を武器化して用いるなどの能力を発揮する。“入った”姉妹によって頭部・顔（瞳の色）が変化する。
      - 「暴走形態」
      - 初めて虚神（ミナカタ）に遭遇し怒りと悲しみに暴走した状態。顔は目を剥いて見開き、頭部左右に一対の大きな角を持つ。姉妹が“入る”ことなく剣を取り出し、右手を武器化した。この形態では姉妹の制御を受け付けない。
      - 「飛行能力」
      - 第1期の終盤ではじめて見せた。バロウ島から日本へと帰る際、姉妹の意思に反応し背中から巨大な翼を展開して空を飛び、以後も形態によらず飛行することが可能となった。「第二段階」 までは翼の展開とともに脚も変形する。

    - 第二段階
    - “スーラ”が目覚めて（第38話）勝流に破壊される(第47話)までのあいだ。
      - 「暴走形態」
      - ランガの本質、「邪悪なるもの」と呼ばれる“スーラ”が目覚めたことでこの姿となった。頭部左右に一対の角を持ち、顔は大きな眼が一つあるのみの異形となる。「第一段階」の「暴走形態」と同じくこの形態では姉妹の制御は全く受け付けず、むしろ海潮すら殺そうとした。虚神・イブキとの戦いに臨んでさらに体の形態を変化させる。
      - 「暴走形態2」
      - 右腕を複数のトゲ状の突起が生えた長いものへと変形させ、海潮との同調なく剣を出した。棍棒状の左腕は先端から破壊光線を撃ち出す武器とする。また右腕をより長く伸長させて離れた相手を攻撃することが可能。
      - 「戦闘形態」
      - 海潮がイブキに敗れたネオランガに同化（搭乗）した時の形態。体は「暴走形態2」を基本として顔は「第一段階」の海潮が“入った”状態と同じものとなっており、頭部にも海潮の「戦闘形態」の特徴が現れている。
      - 「時空間操作能力」
      - 本質である“スーラ”が目覚め、「真に覚醒した」ランガに海潮が同化（搭乗）することで使った能力。宇宙の意志、タオさえ恐れた「時を操る」力。過去から物体を呼び寄せるその能力は勝流により明かにされ、イブキの神葛篭（かみつづら）を消失させて奪い、砲弾を返し放った。隠されたランガのこの力の発現により最強の虚神は撃破される。
      - 「戦闘形態2」
      - 対イブキ戦で破損した左腕は再生したが、右腕と同じ形の細長いものとなった。ただしトゲは付いておらず破壊光線を撃つ能力なども見られない。海潮が同化していない間は「第一段階」の「基本形態」と同じ顔となっている。

    - 第三段階
    - 破壊され復活（第47話）してから勝流との戦いを終えるまで（最終話・第48話）。
      - 「戦闘形態」
      - “スーラ”を殺され破壊されたネオランガを、ラヴレが同化して無理に動かした。そのランガに海潮が同化（搭乗）した形態。顔はランガの本質が露わとなり「第二段階」の「暴走形態／2」と同じ一つ眼となっている。破壊された部分の再生は完全ではなく、下半身には脚が無い。翼の色も変化しており、半分以上が白く先端部は黒い。
      - 「戦闘形態2」
      - 海潮と共に魅波が同化することで脚が再生され完全な体となった。同時に翼が全く白くなり、胸から剣を取り出す能力を見せた。
      - 「戦闘形態3」
      - 夕姫が加わって、三姉妹全員が同化（搭乗）して変化したネオランガの最後の姿。黒いボディに純白の翼、顔の一つ眼は前形態からそのままだが、頭部は一本の角を立たせるシンプルなものとなる。大きく違うのはそれまでの猫背ぎみの体から人間に近い直立姿勢となったことであり、そのうえ胴体・両腿に3つの「鏡」を備え、もう一つの世界を映し出す。また時間を操ることで瞬間移動能力を発揮し、いかなる攻撃も無効とする能力を持っている。
      - 「時の鏡」
      - 「戦闘形態3」のネオランガが持つ「鏡」の中は実際に質量のある鏡像世界であり、ランガを攻撃する敵は鏡に映った自身からの攻撃を受けることとなる。勝流はその鏡を「時の鏡」と呼び、そこに映ったものは僅か先の未来の姿であると言った。

    - 番外
      - 「古の神“ランガ”」
      - 太古のイメージとして「ネオランガ」と呼ばれる以前の“ランガ”が登場しており、そこにおける“ランガ”の姿はネオランガの最後の姿（「第三段階」の「戦闘形態3」）とよく似ている。

ASE （エース）
正式名称、「Advanced Special Equipment（先進特殊装備）」。自衛隊施設科ASE部隊が使用する特殊装甲戦闘システム。移動に際して大重量物を保持することが不可能な空挺部隊の戦闘力向上を主目的として開発された二脚歩行機動兵器。操縦はガンナーとパイロットの2名で、鉄隼人（1号機ガンナー）、天城エリナ（1号機パイロット）、一川穂波（2号機ガンナー）、原翔子（2号機パイロット）が操縦を務める。開発者の竹末芳幸が「ロボットではなく、兵器」と理由付けて予算を獲得したため、「“戦車”に代わる“戦脚”」とされる。
各パーツをモジュール化し武装と装甲の換装が容易に行えるようになっている。ミサイルなどへの対応時は第二種増加装甲を取り付け、重装甲車両との戦闘時はさらにコクピット前面に第三種重装甲を追加する。
アームを換装することにより装着される武装・装備は、30mm4連装多用途機関砲（最大装弾数560発）、TOW対戦車誘導弾4連装発射機、L7系105mm低圧反動砲（APSFDS弾、HEAT-MP弾使用。即戦23発）、コンパウンド･ウエポンパック（対戦車誘導弾・対空誘導弾の他、装弾数120発の35mm機関砲1基、12.7mm機銃4基、40mm自動擲弾投射機2基）、工兵作業用各種マニピュレーターアーム、ASE用放水ユニットなど。
その他、脚部にASE用かんじきメカ（履物状キット）を装着することによりホバー走行が可能。またASE用大型クレーン車のクレーンアーム先端に上半身ユニットを設置しネオランガの上半身へ直接攻撃するなど、モジュール換装能力を発揮した戦術を行う。
- 性能・主要諸元
  - 全高（頭頂高）：5.00m 全幅:3.12m（4連装多用途機関砲搭載時）
  - 重量：12.50t（第一種基本装甲時）／16.20t（第二種増加装甲時）／21.50t（第三種重装甲装着時）
  - 装甲防御：第一種基本装甲（40mm表面硬化処理中空装甲）／第二種増加装甲（ERAユニット）／第三種重装甲（セラミック／アルミコ特殊耐弾複合装甲）
  - 移動速度：45km/h（歩行形態最高速度・路上）／25km/h（歩行形態最高速度・不整地上）／70km/h（高速移動用アタッチメント装着時）
  - 動力系統：MVXガスタービン（出力：750HP）

BIG ASE （ビッグエース）
自衛隊施設科ASE部隊が使用する特殊装甲戦闘システム。オールインワンを設計思想とし、虚神会から提供された虚神技術の導入によって性能が大幅に上がっている。しかし初期型は操縦系が未完成で、73式中型トラックを改造したBIG ASE 操縦車より遠隔操縦した。BIG ASEの名は竹末芳幸が命名。
ASE同様、2名の操縦者によって作動させる。初期型BIG ASEはトラブルにより一川穂波、原翔子が操縦した。コックピットが完成しパイロット搭乗型となった「BIG ASE 改」はガンナーを鉄隼人、パイロットを天城エリナが務めている。後にBIG ASE 改は量産され自衛隊に正式配備された。
初期型、改ともに武装は右肩の125mm砲、両腕のバルカン砲。改は腹部にネオランガ捕獲用のハラメカランチャーを増設し、鉄、エリナが操縦しランガと交戦した際に使用した。
礼野神（れやがみ）
これを祀る者により礼野様（れやさま）とも呼ばれる「神」。島原三姉妹の母の故郷である九州は礼野市で地方の村興しにネオランガを用いるイベントが催され、それに呼ばれ訪れた姉妹たちの前に実体を持って現れる。
礼野市で海潮たちは海江田神社から発見された地下遺跡などで、この存在の神像をいくらか見かけた。バロウでは悪霊や黒魔術師のことを「レヤ」と言うことがある、とナレーションは言う。
島原家の親戚、苫米地家の裏山の禁足地にある社にも祀られており、古い因習を嫌う夕姫により社を壊すネオランガに反応して実在の姿を見せ動き出す。しかし、その「神」はすでに死んでおり、その体は崩れかけていた。
「タオへの怨嗟」で動いているとジョエルは言い、また「狂った神」であるとも言う。「礼野神」は海潮の操るランガが取り押さえようとするも素早い動きで逃げ回り、イベント・「ネオランガ祭り」に賑わう人々の前に現れて脅威となる。しかし、やがて朽ち完全に崩れ果て、ネオランガとの実際の関係は謎のままとなった。
だが虚神会はその正体を把握しており、暴走する礼野神に対する自衛隊の出動を遅らせるなど画策していた。
虚神（きょしん）
古の「神」であると藤原和王は言う。その実は昔、自分を唯一の存在だとするタオに滅ぼされた「神」＝「スーラ」の亡骸を虚神会が機械によって復活させた存在。
虚神・ミナカタを始めとして、数々の虚神が造られる（虚神 / バンガを参照）。虚神会はこれを使ってネオランガを排斥し、日本社会に台頭する足がかりとした。虚神庁設立後もランガを悪役に見做すことで、それと戦い自らを正当なものとするプロパガンダのためこれを使った。
虚神に対するネオランガは同族の亡骸に偽りの魂を吹き込むことを許さず、怒り狂い滅ぼそうとする。
虚神会（きょしんかい）
この国、日本が存在していた頃にはすでにあったという秘密結社。「虚神会」という名は昭和になってから付けられた名。戦前は政治団体としてあり、主に政界のOBから成っているとも言われる。日本の権力組織の中に深く入り込んでおり、国家や社会に影からの支配力を持つ。
メンバーは組織の活動において遮光器土偶を模した仮面をつける。序盤より暗躍し、バロウ島と島原姉妹を監視していた。最初はネオランガの奪取を試みていたが、民衆の目がランガに向きはじめたことで戦略方針を変える。自衛隊施設科ASE部隊を利用し、虚神の力がネオランガに通じるかどうか試行してもいたとも思され、以後は虚神を復活させ、ランガを悪役と見做しそれと戦うことで組織の企みに利用しようとした。
その目的は日本を「神」＝「虚神」によって統治すること。虚神・ミナカタの復活と共に虚神庁を設立、外務大臣を暗殺し最強の虚神・イブキを復活させ、バロウ暫定独立領の解放を目論んで、日本に虚神政権を打ち立てる。しかしナイエルの裏切りにより主要メンバーは全て毒殺され、イブキ神＝藤原和王もネオランガに敗れ、虚神庁は新政権によって解体される。
スーラ
太古のアニミズム的な神々。もしくはそれに準えられるもの。実在したものであるとされ、“ランガ”はこの「スーラ」のうちの一柱である。
作中で現存するのは“ランガ”＝「ネオランガ」のみであり、虚神は死んだスーラの骸を機械によって復活させたもので、ランガのような意思はない。バンガ（後述）もまたスーラの亡骸を鎧としたものであり、由来は同じである。
終盤ではその正体が明かされ、人と同じ地球が生んだ霊長とされる。スーラは巨大な生物であるが、ネオランガの中の“スーラ”のように人の姿を取ることもできるようで、人間と交わり子孫を残すことができる。それによって生まれたのがスーラの血を継ぐ一族である。島原家はその直系であり、その一類の者は「神」＝「スーラ」と同調でき、リスク無く同化できる。
タオ
宇宙の絶対意思。宇宙はタオによって支配されており、タオは万理を司り、人間の及びもつかぬ力を持っているという。
多くは語られない謎の存在であるが、それは地震・台風のような災害のようなもので、逆らうことは無意味だと古の伝承から伝えられてきた。しかしランガだけはその支配に立ち向かった。
純粋な「力」そのものであるとも考えられ、スーラはタオの力を利用して地球を支配していた、とナイエルは語る。
キュリオテス
第2期の終盤で登場するタオの使者。アメリカ、中国、イスラエルに突如として現れ、1光年向こうの宇宙に出現したワームホールによって超新星爆発の影響下に地球が置かれていることを「タオの意思である」と世界に告げ、人類社会に衝撃を与える。ナイエル、そして島原勝流もまたキュリオテスであった。
勝流曰く「人の完全な進化」。外見は人間と変わらないが高い異能を備えている。天使であるともキリスト教圏では触れ回り、政界の指導者の人心を掴んだ。
不死なる存在で、タオの意志のままに生かされ、戦い続ける。ナイエルが人間の言葉を借りて名付けた「キュリオテス」という呼び方は、そもそもイスラエルにおいて「死の天使」を指す語である。
バンガ
虚神とは違い人間の手によって造られたものではないが、スーラの亡骸を利用した似た存在。スーラの本質、「魂」を抜き取った“鎧”であり、キュリオテスが操る。各キュリオテスがそれぞれ専用のものを有しており、登場したバンガの数はその人数と同じく5体（虚神 / バンガを参照）。
スーラの直系であれば人間でも同化（搭乗）することが可能で、プルティウイを魅波・夕姫が二人で動かした。操縦部の構造はネオランガとよく似ている。

## 虚神 / バンガ
ミナカタ
最初に登場する虚神。頭部にプロペラを持つミナカタ改も後に登場する。
和王に誘拐されたラヴレが搭乗し、その歌と踊りで操る。仏像のようと言われる姿をしており、水を使ってバリヤーのような水流を体の周囲に廻らせる能力を発揮し、氷柱（つらら）を武器としてネオランガを串刺しにした。
元々、水中戦を得意としており、ミナカタ改は水の中を高速泳行できる。
サルメ
音を操り、戦う虚神で178個の土鈴が着けられている。サルメの音には若者の心に「正義」を奮い起こし、虚神を信仰する心を呼び起こす。虚神会もそのために復活させた。腕が触手の如く伸び、それを用いた戦闘を行う。
虚神会に捕まった夕姫が脱出の際、奪取して操縦しており、その上乗り捨てている。「帝国」の思想に完全に取り付かれた笹井翼が搭乗しネオランガと戦うも、ラヴレの歌で虚神となる前のかつての記憶を呼び覚まされ、自壊する。
ヤマセ
巨大なカサ状のパーツと共に発掘された虚神。この傘を回して戦う。
傘を回す兄弟芸人の兄・太郎田大吉が搭乗し意気込んで挑むが、魅波が操るネオランガに肝心の傘を奪われてしまい敗北。
その時点でかなりのダメージを受けていたが、ランガを悪役に見せかけようとする虚神会の計略により再び戦う。爆弾を大量に仕込んだ上に、魅波の会社に所属していたタレントの「時未」を搭乗させて人質同然とし魅波を苦しめた。しかしランガの武器変化した右手の刃で頭部を斬り落とされ、爆弾の付いた体は海に突き落とされる。
ヨシノ
奈良県の山奥（生駒山）にて発掘される。ネオランガが持つ自己修復能力に対抗し、同じく光合成によるそれを備えることを目指した虚神であったが、復活に失敗したため無限に増殖する不定形なゲル状の存在となった。
自衛隊と元ASE部隊の面々による殲滅作戦が開始され、竹末芳幸の発案で読んで字の如くの名である「虚神冷凍作戦」、「光合成阻止作戦」などが適用されるが、体液を高圧で噴出することでASEの装甲に損傷を与えるほどの攻撃力を発揮して反撃する。その苦戦を見かねて大阪府知事が協力を依頼したネオランガとの戦闘になるが、ランガによって大阪湾に投げ込まれて消滅する。環境汚染を受けた海水が虚神へのダメージとなったのである。
ハツネ
虚神会がクリスマスを日本から廃絶する計略に、「農耕を司り、かつ環境に優しい五穀豊穣神」として利用した植物に因む虚神。街々にツタを伸ばし建物に絡ませたハツネを虚神会は「日本を守るもの」とし、全国のクリスマス行事を禁止。さらにハツネはクリスマスイベントを催す企業を不穏分子と見做す虚神会のため、集まった人々もろとも粛清するべく行動し、バロウ暫定独立領で行われた「武蔵野X'masパーティ」を襲撃。会場でネオランガと交戦する。
ランガとの戦いでは種子を飛ばして水分を奪うという攻撃を行い動きを封じるが、その効果むなしく突然の雪で水分を補充して回復したネオランガによってあっさりと倒された。
イブキ
これを崇拝の対象とすべく掲げた虚神会は、ネオランガをも凌駕する完全なる虚神と喧伝した。津軽海峡で発掘され、藤原和王と同化して復活を果たす。和王は自らを、虚神会は彼をそのもの、「イブキ神」と呼び虚神政権の象徴とした。
体に設置された各部ノズルから火炎を放ち、神葛篭（かみつづみ）と呼ばれる銃砲を扱う。その砲弾は標的に命中するまで飛び続けるホーミングミサイルのような能力を備え、威力はネオランガの外甲をやすやすと破壊し大ダメージを与える。イブキはその強力な武器をもって1度はランガを倒した。しかし、海潮が同化し復活したネオランガの「時間を操る力」により、切り札である神葛篭を奪われ、逆に放たれた砲弾を受けて破壊される。
バユ、テジャ、アパー　
順番にアメリカ、中東、中国にそれぞれ出現したキュリオテスたちの操る3体のバンガ。アパーは日本の領空を侵犯して、バロウ暫定独立領に侵攻。ネオランガと交戦する。
プルティウイ
ナイエルの操るバンガ。第1期ではまだ完全に実体化できず、影のような実体を持たない存在だった。第2期では完全に実体化して、自衛隊のクーデター部隊を抹殺し、ネオランガの“スーラ”を握りつぶすなど冷酷なナイエルの意思により暴虐ぶりを発揮する。
その後、勝流の命で魅波と夕姫が搭乗し、海潮のランガと争った。分離・変形しそれぞれが独立した人型として行動することができるが、完全には分離されずチューブのような伸長可能な連結紐で繋がれる。魅波と夕姫が操ってその能力を使いネオランガを取り押さえようとするも、勝流の心ない一言で魅波が離反しアカサに攻撃したためバリヤーによる衝撃波で粉々に砕け散った。
アカサ
島原勝流の操るバンガ。空間を操る能力を有し、瞬間移動能力を持つ。6本の腕を持つ仏像のような姿をしており、小さな副腕からの衝撃波で遠距離攻撃を行う。その威力は文字通り山を割り、海を裂くほどの常軌を逸したもので、海潮と魅波が乗るネオランガの左脚を、左の翼を、右腕を破断し追い詰めた。
絶大な能力を誇るバンガであったが、最終形態となったネオランガの「時の鏡」の前に敗れる。

## 反響
ちゆは前述の通り実はギャグ作品であるとされることについて、物語の前半では交通違反をした車に怪獣で襲いかかるも警察官に怒られて公権力の手に負えない悪をいっぱい捕まえていくと言ったらそのようなことはないと一蹴されるなど敵のない正義の味方が社会から疎んじられたり利用される展開で、海潮の友達が反社会的組織の構成員と一緒にいなくなって帰ってこなかったり、不正を告発しようとした銀行員が三姉妹の目の前で殺されてネオランガがしたのは殺害した犯人の下っ端を殺すだけだったり、コメディとしては無理のある重さで、魅波が勝流を想う関係や血の繋がりという関係は変わらないとするよくある話を夕姫が勝流と決別して妹視点から破壊する展開は、もう数年後なら『シスター・プリンセス』による妹ブームで一般作品でその傾向が広まっていたため受けたであろうネタをして注目されなかったのが本作だとした。

## スタッフ
- 原作 - 會川昇、スタジオぴえろ、キャニオンミュージック
- 監督 - 神谷純
- チーフディレクター - 都留稔幸（第2期）
- シリーズ構成 - 會川昇
- キャラクターデザイン - 田中比呂人
- メカニックデザイン - 竹内志保
- 美術監督 - 池田祐二
- 色彩設定 - いわみみか
- 撮影監督 - 池上元秋
- 音響監督 - 若林和弘
- 音楽 - 蓜島邦明
- プロデューサー - 渡辺隆、朴谷直治
- アシスタントプロデューサー - 中村伸一
- アニメーション制作 - スタジオぴえろ
- 製作 - ポニーキャニオン、スタジオぴえろ、丸紅

## 主題歌
オープニングテーマ
「風の眠る島」（第1期、5話 - 24話）
作詞 - 濱田理恵 / 作曲・編曲 - 蓜島邦明 / 歌 - 宮村優子、住友優子、仙台エリ
「神to汝【カミトナレ】」（第2期、25話 - 48話）
作曲 - 蓜島邦明
エンディングテーマ
「Pro-logue〜A city in the sky」（第1期、1話 - 23話）
作詞・作曲 - 上田正樹 / 編曲 - 氷室マサユキ / 歌 - 伊藤雅章
「So Far So Good」(第2期、25話 - 47話〈奇数話〉)
作詞 - Stuart Varnam-Atkin / 作曲・編曲 - 羽毛田丈史 / 歌 - 宮村優子、住友優子、仙台エリ
「渇きの庭にて」(第2期、26話 - 46話〈偶数話〉)
作詞 - 濱田理恵 / 作曲・編曲 - 羽毛田丈史 / 歌 - 宮村優子、住友優子、仙台エリ
- 24話のエンディングには「風の眠る島」、48話のエンディングには「神to汝【カミトナレ】」がそれぞれ使用された。

## 各話リスト
| 話                 | 放送日             | サブタイトル           | 脚本               | 絵コンテ           | 演出               | 作画監督                        |
| ファーストシーズン | ファーストシーズン | ファーストシーズン     | ファーストシーズン | ファーストシーズン | ファーストシーズン | ファーストシーズン              |
| ------------------ | ------------------ | ---------------------- | ------------------ | ------------------ | ------------------ | ------------------------------- |
| 1                  | 1998年 4月6日      | 天王洲防衛線           | 會川昇             | 神谷純             | 上村修             | 田中比呂人 竹内志保（メカ作監） |
| 2                  | 4月13日            | 神が棲む楽園           | 會川昇             | 神谷純             | 上村修             | 田中比呂人 竹内志保（メカ作監） |
| 3                  | 4月20日            | 謀られた黄昏           | 會川昇             | 都留稔幸           | 都留稔幸           | 田中比呂人 竹内志保（メカ作監） |
| 4                  | 4月27日            | 閃光に抱かれる         | 會川昇             | 都留稔幸           | 都留稔幸           | 田中比呂人 竹内志保（メカ作監） |
| 5                  | 5月11日            | 砂漠でカーニバル       | 會川昇             | 上村修             | 島崎奈々子         | 鈴木博文                        |
| 6                  | 5月18日            | 季節外れの神輿         | 會川昇             | 上村修             | 島崎奈々子         | 鈴木博文                        |
| 7                  | 5月25日            | 武蔵野祭禮             | 會川昇             | 村田雅彦           | 村田雅彦           | 崔ふみひで                      |
| 8                  | 6月1日             | 夕姫が見た景色         | 會川昇             | 村田雅彦           | 村田雅彦           | 崔ふみひで                      |
| 9                  | 6月8日             | 海潮のいる店           | 西園悟             | 神谷純             | うえだしげる       | 石野聡                          |
| 10                 | 6月15日            | 昨日の約束             | 西園悟             | 神谷純             | うえだしげる       | 石野聡 加藤泰久                 |
| 11                 | 6月22日            | キタとミナミ           | 川崎ヒロユキ       | 島崎奈々子         | 島崎奈々子         | 早川淳一                        |
| 12                 | 6月29日            | 魅波があるく道         | 川崎ヒロユキ       | 島崎奈々子         | 島崎奈々子         | 早川淳一                        |
| 13                 | 7月6日             | バナナシティ日和       | 會川昇             | 西澤晋             | 渡辺健一郎         | 崔ふみひで                      |
| 14                 | 7月13日            | ネオンの海で捕まえて   | 會川昇             | 西澤晋             | 渡辺健一郎         | 井上哲                          |
| 15                 | 7月20日            | 恋のバカんしゅ         | 西園悟             | 都留稔幸           | 都留稔幸           | 鈴木博文                        |
| 16                 | 7月27日            | 心を三つ持つ社         | 稲荷昭彦 會川昇    | 都留稔幸           | 都留稔幸           | 鈴木博文                        |
| 17                 | 8月3日             | えぐりとられた躰       | 會川昇             | 村田雅彦           | 村田雅彦           | 河村明夫                        |
| 18                 | 8月10日            | 水着でスイカ?          | 西園悟             | 村田雅彦           | 村田雅彦           | 吉本拓二                        |
| 19                 | 8月24日            | 夏休みの終わりに       | 西園悟             | うえだしげる       | うえだしげる       | 清水恵子                        |
| 20                 | 8月31日            | 二人の始まり           | 西園悟             | うえだしげる       | うえだしげる       | 清水恵子                        |
| 21                 | 9月7日             | 法が在る世界           | 會川昇             | 加戸誉夫           | 神谷純             | 桝田浩史                        |
| 22                 | 9月14日            | とうに壊れていたもの   | 會川昇             | 加戸誉夫           | 神谷純             | 石野聡                          |
| 23                 | 9月21日            | 虚ろな王               | 會川昇             | 西澤晋 田中比呂人  | 都留稔幸           | 田中比呂人 竹内志保 鈴木博文    |
| 24                 | 9月28日            | 白き汐                 | 會川昇             | 西澤晋 田中比呂人  | 都留稔幸           | 田中比呂人 鈴木博文             |
| セカンドシーズン   |                    |                        |                    |                    |                    |                                 |
| 25                 | 1999年 4月6日      | 西東京暫定独立領       | 會川昇             | 榎本明広           | 渡辺健一郎         | 清水恵子                        |
| 26                 | 4月13日            | 邪である幸福           | 會川昇             | 竹下健一           | 渡辺健一郎         | 早川淳一                        |
| 27                 | 4月20日            | 戦場に憧れて           | 會川昇             | 阿部記之           | 久城りおん         | 大坪幸麿                        |
| 28                 | 4月27日            | 時代の中に             | 會川昇             | 阿部記之           | 久城りおん         | 大坪幸麿                        |
| 29                 | 5月4日             | 頬を染めた王様         | 稲荷昭彦           | 村田雅彦           | 村田雅彦           | 堀内修                          |
| 30                 | 5月11日            | 身勝手な英雄           | 稲荷昭彦           | 村田雅彦           | 村田雅彦           | 堀内修                          |
| 31                 | 5月18日            | テレビのお仕事         | 西園悟             | うえだしげる       | うえだしげる       | 井上哲                          |
| 32                 | 5月25日            | ナマ中継開始           | 西園悟             | うえだしげる       | うえだしげる       | 井上哲                          |
| 33                 | 6月1日             | 大阪城大攻防戦（前編） | 堺三保             | 高田淳             | うえだしげる       | 橘秀樹                          |
| 34                 | 6月8日             | 大阪城大攻防戦（後編） | 堺三保             | 高田淳             | うえだしげる       | 山沢実                          |
| 35                 | 6月15日            | 聖夜喪失               | 川崎ヒロユキ       | 島崎奈々子         | 島崎奈々子         | 石野聡                          |
| 36                 | 6月22日            | XマスXデイ             | 川崎ヒロユキ       | 島崎奈々子         | 島崎奈々子         | 石野聡                          |
| 37                 | 6月29日            | 洋食屋界隈             | 會川昇             | 高山秀樹           | 高山秀樹           | 高瀬言                          |
| 38                 | 7月6日             | 罰無き巷にて           | 會川昇             | 高山秀樹           | 高山秀樹           | 高瀬言                          |
| 39                 | 7月13日            | 目醒めざる者           | 西園悟             | 亀垣一             | 亀垣一             | 本橋秀之                        |
| 40                 | 7月27日            | 失われた食卓           | 西園悟             | うえだしげる       | うえだしげる       | 清水恵子                        |
| 41                 | 8月3日             | 変革のイブキ           | 川崎ヒロユキ       | 都留稔幸           | 都留稔幸           | 鈴木博文                        |
| 42                 | 8月17日            | 神なき國の神           | 川崎ヒロユキ       | 都留稔幸           | 都留稔幸           | 鈴木博文                        |
| 43                 | 8月24日            | 贖われる聖域           | 會川昇             | うえだしげる       | うえだしげる       | 本橋秀之                        |
| 44                 | 8月31日            | 甘い毒                 | 會川昇             | うえだしげる       | うえだしげる       | 岡村正弘                        |
| 45                 | 9月7日             | 貫かれた時間           | 會川昇             | 都留稔幸           | うえだしげる       | 橘秀樹                          |
| 46                 | 9月14日            | 流行りの天使           | 會川昇             | 舛成孝二           | 舛成孝二           | 清水恵子                        |
| 47                 | 9月21日            | 契約されし階梯         | 會川昇             | 舛成孝二           | 舛成孝二           | 田中比呂人 竹内志保             |
| 48                 | 9月28日            | 不自由な楽園で         | 會川昇             | 都留稔幸           | 都留稔幸           | 田中比呂人 竹内志保             |

## 放送局
| 放送地域 | 放送局   | 放送期間 (1st)           | 放送期間 (2nd)         | 放送日時                                            | 放送系列  | 備考 |
| -------- | -------- | ------------------------ | ---------------------- | --------------------------------------------------- | --------- | ---- |
| 日本全域 | WOWOW    | 1998年4月6日 - 9月28日   | 1999年4月6日 - 9月28日 | 月曜 19:00 - 19:55（1st） 火曜 19:00 - 19:30（2nd） | BS放送    |      |
| 東京都   | TOKYO MX | 2007年10月12日 - 11月2日 | -                      | 金曜 18:30 - 19:00                                  | 独立UHF局 |      |

## DVD
- 南海奇皇（ネオランガ） Vol.1 発売日：1999年4月21日
- 南海奇皇（ネオランガ） Vol.2 発売日：1999年5月19日
- 南海奇皇（ネオランガ） Vol.3 発売日：1999年6月17日
- 南海奇皇（ネオランガ） Vol.4 発売日：1999年7月16日
- 南海奇皇（ネオランガ） Vol.5 発売日：1999年8月18日
- 南海奇皇（ネオランガ） Vol.6 発売日：1999年9月17日
- 南海奇皇（ネオランガ） Vol.7 発売日：1999年10月20日
- 南海奇皇（ネオランガ） Vol.8 発売日：1999年11月17日
- 南海奇皇（ネオランガ） Vol.9 発売日：1999年12月17日
- 南海奇皇（ネオランガ） Vol.10 発売日：2000年1月19日
- 南海奇皇（ネオランガ） Vol.11 発売日：2000年2月17日
- 南海奇皇（ネオランガ） Vol.12 発売日：2000年3月17日

- 南海奇皇（ネオランガ） DVD-BOX 発売日：2007年12月19日

- 【PPV-DVD】 南海奇皇（ネオランガ） FIRST SEASON 第1話 - 第24話 DVD4枚セット (1WeekDVD) 発売日：2009年9月11日
- 【PPV-DVD】 南海奇皇（ネオランガ） SECOND SEASON 第25話 - 第48話 DVD4枚セット (1WeekDVD) 発売日：2009年9月28日